# Club Seventeen
Club Seventeen es una empresa neerlandesa (con sede en el municipio de Heemskerk), que produce revistas pornográficas y videos.
Conocido por su publicación insignia, Club Seventeen. Jan Wenderhold fundó la empresa en 1975. 
Sus productos gozan de gran éxito en los Países Bajos, Alemania (a través de publicaciones bajo el sello Videorama de Essen), y Reino Unido.

## Historia
Su mayor éxito llegó con la revista Seventeen, que comenzó a aparecer en 1979. Su nombre refleja el hecho de que la mayoría de los modelos de la revista tenían diecisiete o al menos dieciséis años. En los Países Bajos se alcanza la edad de consentimiento sexual pleno a los 16 años, pero puesto que en otros países o bien la edad de consentimiento se alcanza a los 18, o bien hay restricciones a la participación en producciones pornográficas, la distribución de la revista estuvo limitada a algunos países europeos.
Seventeen también comenzó a publicar otro tipo de revistas en los años siguientes, incluidas Holland Teeners y Seventeen Special. A finales de la década de los 80 se empezaron a producir vídeos. La mayoría de las producciones se basaron en el género de la "pornografía gonzo", 
En 1990, Seventeen cambió su nombre a Club Seventeen, una etiqueta que agrupa a la mayoría de series. Posteriormente, se unió a otras empresas para formar Video Art Holland que, además de películas pornográficas, distribuía otros géneros, aunque siempre con énfasis en el erotismo.
Desde 1990, se inició un proceso de cambio orientado a vender sus títulos en el mercado de Estados Unidos, dando paso a la producción con modelos de dieciocho o más años de edad, intervenciones de pornstars como Silvia Saint o Tiffany Walker y la promoción de su propia estrella, la estonia Kristina Bellanova. También creó una filial para la creación de series con modelos exclusivamente rusas, como Russian Teens, Russian Delights o Once Upon A Time.

## Características
Club Seventeen se centra normalmente en "un aspecto natural" del sexo. No hay un énfasis particular en la pornografía heterosexual.
Es por ello que algunas películas y revistas sólo presentan a modelos masturbándose, utilizando consoladores o practicando sexo lésbico. 
En la mayoría de las producciones VAH, las modelos aparecen con alguna prenda o accesorio: gorra, diadema (cinta de pelo, vincha o cintillo), camiseta, etc. con el logo del Club Seventeen, consistente en un corazón con los colores de la bandera holandesa y una S dorada en el centro. También suelen aparecer con calcetines multicolores, que conservan durante toda o gran parte de la actividad.

## Revistas

### Seventeen
| - Dirty Teens - Schoolgirl - Seventeen | - Seventeen Special - Teen Test - Teen World | - Teenage Collection - Teenagers - Teeners from Holland |

### Otras
- Chick
- Chick Extreme